# Крюков, Пётр Георгиевич
Пётр Георгиевич Крюков (28 апреля 1936 года, Ольховка) — российский физик, д.ф.-м.н. (1974), лауреат Государственной премии СССР (1974).

## Биография
Родился в 1936 г. в селе Ольховка Красноярского края. Окончил физический факультет Московского государственного университета им. М. В. Ломоносова (1960).
С 1961 по 1970-е гг. младший научный сотрудник, старший научный сотрудник Физического института им. П. Н. Лебедева АН СССР (ФИАН).
В 1966 г. защитил кандидатскую диссертацию на тему «Генерация коротких, мощных импульсов когерентного света», научный руководитель — Николай Геннадьевич Басов.
Докторская диссертация:
- Исследование методов получения мощных импульсов лазерного излучения : диссертация … доктора физико-математических наук : 01.04.03. — Москва, 1974. — 273 с. : ил.

Трудовая деятельность, начиная с середины 1970-х гг.:
- старший научный сотрудник Института спектроскопии АН СССР (ИСАН) (г. Троицк);
- с 1981 г. старший научный сотрудник, ведущий научный сотрудник ФИАН, Отделение квантовой радиофизики в Троицке;
- с 2010 г. ведущий научный сотрудник Лаборатории волоконной оптики Научного центра волоконной оптики РАН, руководитель группы фемтосекундных лазеров.

Научные интересы — фемтосекундные лазеры, спектроскопия со сверхвысоким временным разрешением, нелинейная оптика, волоконные лазеры.

## Награды и премии
- Государственная премия СССР (1974) — за разработку оптических квантовых генераторов на неодимовом стекле и освоение их серийного производства.
- Премия Ленинского комсомола (1970) — за разработку метода генерации мощных лазерных импульсов и использование их для высокотемпературного нагрева плазмы.

## Сочинения
Автор (соавтор) более 100 научных работ по импульсным лазерам и их применению.
- Фемтосекундные импульсы. Введение в новую область лазерной физики / П. Г. Крюков. — Москва : Физматлит, 2008. — 205, [1] с. : ил., табл.; 22 см; ISBN 978-5-9221-0941-3 (В пер.)
- Лазеры ультракоротких импульсов и их применения / П. Г. Крюков. — Долгопрудный : Интеллект, 2012. — 247 с. : ил.; 21 см; ISBN 978-5-91559-091-4

### Научно-популярные
- Квант : приложение к журналу. 2009, № 2: Лазер — новый источник света / П. Г. Крюков. — Москва : Бюро Квантум, 2009. — 175 с. : ил.; 21 см; ISBN 978-5-85843-088-9